# Nedlloyd Honshu (schip, 1995)
De Nedlloyd Honshu was een containerschip van Nedlloyd dat in 1995 gebouwd werd door Mitsubishi Heavy Industries. Het werd opgeleverd met een Sulzer 12RTA84C dieselmotor met 41.260 kW die het schip een vaart gaf van zo'n 23 knopen, terwijl het 4112 TEU kon vervoeren. Het was het zusterschip van de Nedlloyd Hongkong.
Deze twee postpanamaxschepen werden gebouwd na een kleinere serie panamaxschepen met de Nedlloyd Asia, Nedlloyd Europa, Nedlloyd America, Nedlloyd Africa en Nedlloyd Oceania. De opdracht voor de bouw van deze vijf schepen was eind 1989 gegeven. Het waren open-containerschepen, een gevolg van het idee om de cell-guides waarin de containers onderdeks staan bovendeks door te trekken. Het grote voordeel daarvan was dat de bovendekse containers niet meer gesjord hoefden te worden. Alleen op het voorste laadruim lagen luikdeksels om de invloed van overgaand water te beperken. Ze kregen daarop van Fairplay de naam ultimate container carriers (UCCs). Het legde wel beperkingen op aan het aantal containers dat geplaatst kon worden bovenop een positie.

## Incidenten
Tijdens de bouw in Kobe vond op  17 januari 1995 de Grote Hanshin-aardbeving plaats. Daarbij viel een werfkraan op het schip.
Op 26 maart 1995 liep het schip aan de grond in de bypass van het Timsahmeer in het Suezkanaal door een te grote vaart en het te laat inzetten van de koerswijziging van 230° naar 140°. Na ballasten, verpompen en lossen van brandstof, overslaan van containers en werd de Nedlloyd Honshu op 31 maart 1995 om 03.58 uur gecontroleerd vlotgetrokken.
In 1999 kwam het in de Golf van Suez in aanvaring met de El Agami.
In 2014 arriveerde het schip als Kadik in Alang waar het werd gesloopt.